# Galkin-Nunatak
Der Galkin-Nunatak ist ein isolierter und rund 1500 m hoher Nunatak im südlichen Zentrum des Palmerlands auf der Antarktischen Halbinsel. Er ragt 56 km nordwestlich des Mount Coman auf.
Der United States Geological Survey kartierte ihn anhand eigener Vermessungen und Luftaufnahmen der United States Navy aus den Jahren von 1961 bis 1967. Das Advisory Committee on Antarctic Names benannte ihn 1968 nach dem US-amerikanischen Meteorologen William L. Galkin (* 1939), der zwischen 1965 und 1966 auf der Byrd-Station tätig war.